# Cerkiew Trójcy Świętej w Swijażsku
 Cerkiew Trójcy Świętej – drewniana cerkiew prawosławna, znajdująca się w kompleksie klasztornym św. Jana Chrzciciela w Swijażsku, zbudowana w 1551. 
Cerkiew Trójcy Świętej w Swijażsku jest jednym z najstarszych zabytków architektury drewnianej w Rosji, a jedynym z XVI w. w regionie środkowej Wołgi.

## Opis
Cerkiew zbudowano w 1551 z gotowych elementów spławianych po Wołdze. Obiekt wzniesiono na planie krzyża z potężnych bali modrzewiowych bez użycia gwoździ w ciągu jednego dnia. Świątynię konsekrowano w nowym miejscu 17 maja 1551. Czas i pożary, które pustoszyły niejednokrotnie Swijażsk, oszczędzały cerkiew Świętej Trójcy i przetrwała w prawie pierwotnym stanie do obecnych czasów. W latach 1819–1821 dobudowano werandy z kolumnami, przebudowano namiotowy dach, a ściany oszalowano i pomalowano. Remont w 2009 przywrócił świątyni jej historyczny wygląd.
Wnętrze jest dobrze zachowane. Ikonostas zawiera postaci świętych przedstawione w stylu zachodnim. W czasach radzieckich usunięto z niego ikony z XVI i XVII w., ale jego rzeźbiona rama pozostała. Znajduje się tu jeden z nielicznych zachowanych portretów młodego Iwana Groźnego.

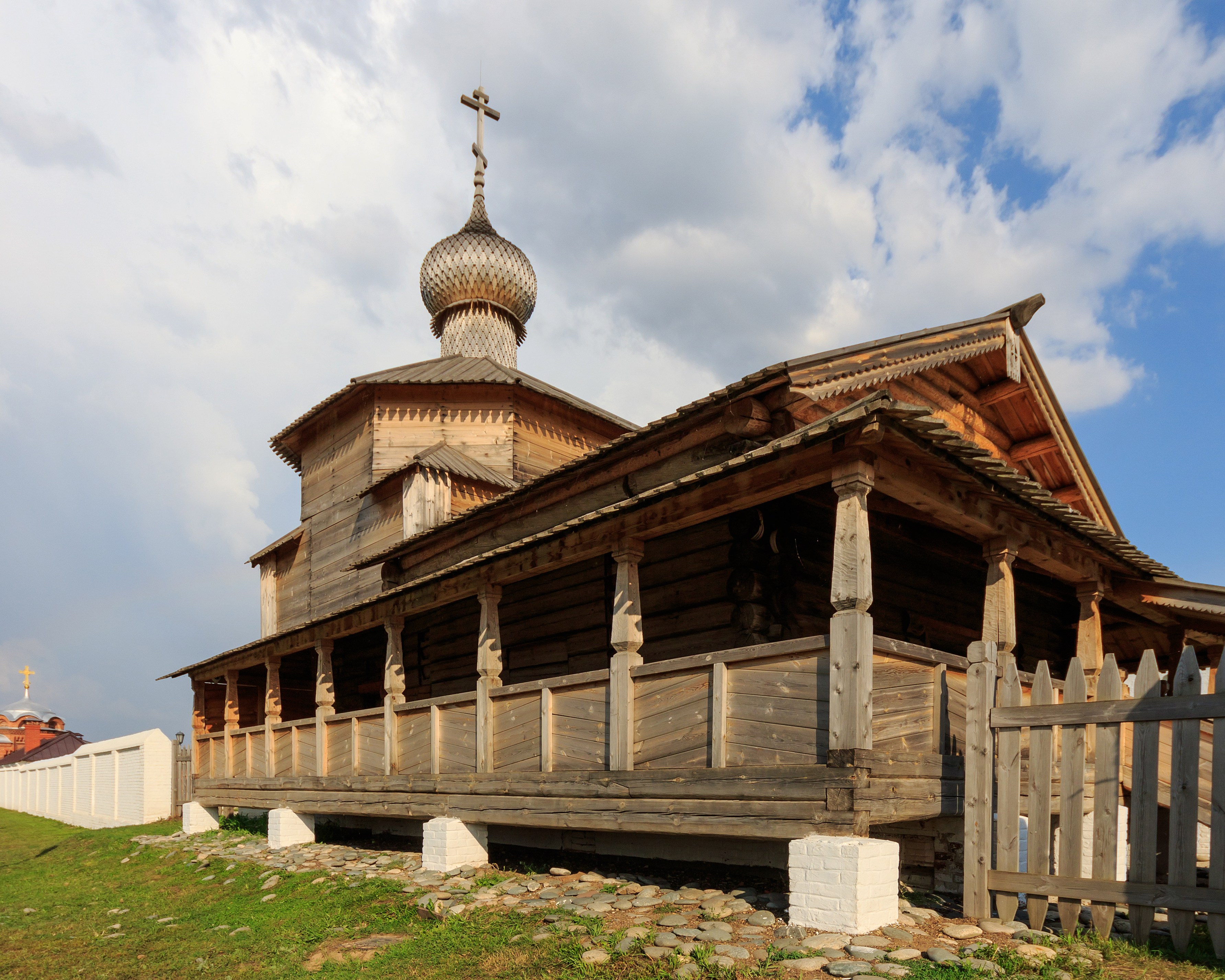
Elewacja boczna
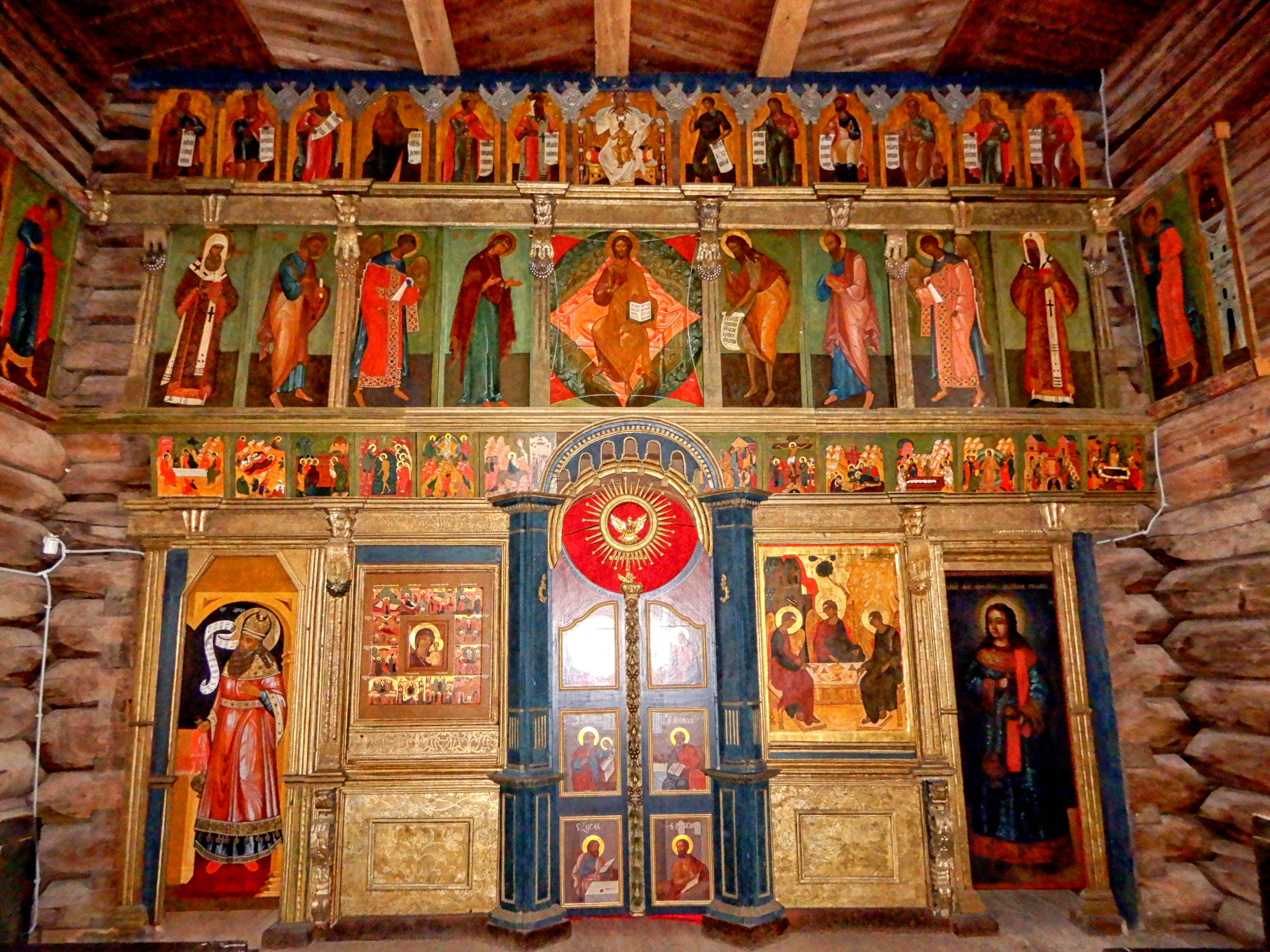
Ikonostas
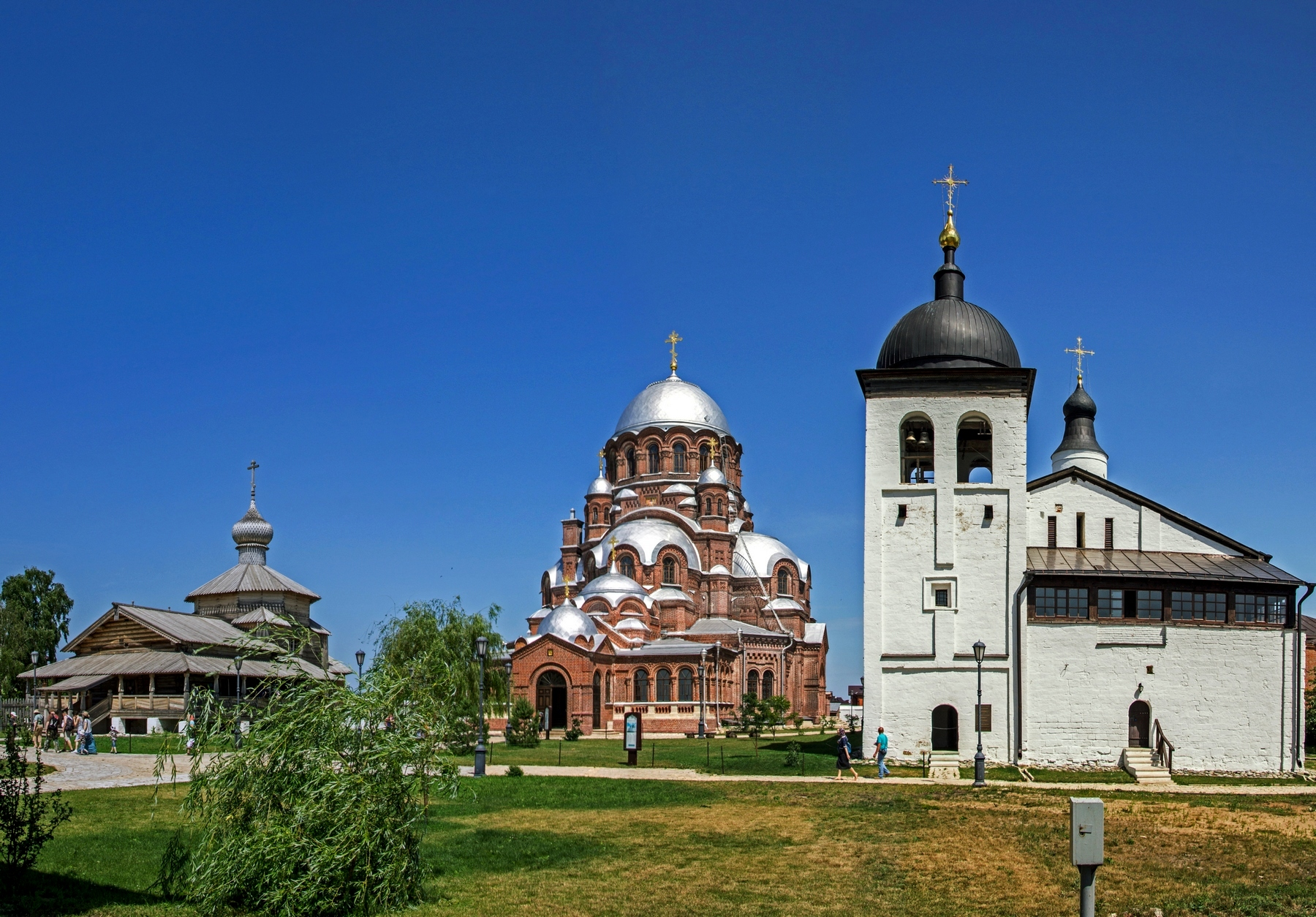
Widok ogólny; w środku sobór Ikony Matki Bożej „Wszystkich Strapionych Radość”, po prawej cerkiew św. Sergiusza z Radoneża